# Manuele Tarozzi
Manuele Tarozzi (Faenza, 20 giugno 1998) è un ciclista su strada italiano che corre per il team VF Group-Bardiani CSF-Faizanè, professionista dal 2022.

## Carriera
Ottiene importanti vittorie già nelle categorie giovanili, tra cui il Memorial Luciano Pezzi a Dozza Imolese tra gli Allievi. Tra gli Juniores conferma il proprio talento con vittorie come la Firenze-Faenza e il Memorial Toffoletti in Friuli-Venezia Giulia, in cui precede Tadej Pogačar. Dopo due anni al team Beltrami TSA Marchiol tra gli Under-23 (in cui vince una corsa), nel 2019 aderisce al neonato progetto #inEmiliaRomagna Cycling Team, diventandone presto il corridore più rappresentativo.
Nel 2019 ottiene tre vittorie: il Piccolo Giro dell'Emilia, il Giro delle Valli Aretine e una tappa del Tour Cycliste Air France in Nuova Caledonia, dove corre con la maglia Azzurra. Nello stesso anno è convocato in Nazionale anche per due gare tra i professionisti, il Tour of the Alps e il Memorial Marco Pantani. Il 2020 è condizionato dalla pandemia di COVID-19, ma ottiene comunque due podi e un settimo posto nella prima tappa del Giro d'Italia Under 23 a Urbino. Nel 2021 ottiene due vittorie, al Giro delle Due Province e al Trofeo Città di Malmantile. Ai successi e alla continuità di rendimento (oltre 15 piazzamenti in top ten) unisce anche una grande prestazione ai Campionati italiani a Imola, a pochi chilometri da casa, dove nella prova Elite resta in fuga per oltre 200 chilometri prima di chiudere al quindicesimo posto assoluto.
Nel 2022 entra a far parte della squadra Bardiani-CSF-Faizanè. Alla Clàssica Comunitat Valenciana 1969 - Gran Premio Valencia, sua prima gara da professionista, in una caduta si procura la frattura dell'anca. Nel 2023 vince la sua prima corsa da professionista, arrivando primo nella settima tappa del Tour du Rwanda.

## Palmarès
- 2015 (Juniores)[3]

Gran Premio Città di Longiano
- 2016 (Juniores)[4]

Firenze-Faenza
Memorial Toffoletti
Memorial Romolo Benatti
- 2018 (Beltrami-TSA)[5]

Targa Comune di Castelletto Cervo
- 2019 (#inEmiliaRomagna Cycling Team)[6]

Giro delle Valli Aretine
Piccolo Giro dell'Emilia
11ª tappa Tour de Nouvelle-Calédonie (Numea > Numea)
- 2021 (#inEmiliaRomagna Cycling Team)[7]

Giro delle due Province-Marciana di Cascina
Trofeo Città di Malmantile
- 2023 (Green Project-BardianiCSF-Faizanè, una vittoria)

7ª tappa Tour du Rwanda (Nyamata > Kigali (Monte Kigali))
- 2024 (VF Group-Bardiani CSF-Faizanè, due vittorie)

3ª tappa Tour of Qinghai Lake (Huzhu > Guide)
6ª tappa Tour de Langkawi (Batu Pahat > Kulai)

### Altri successi

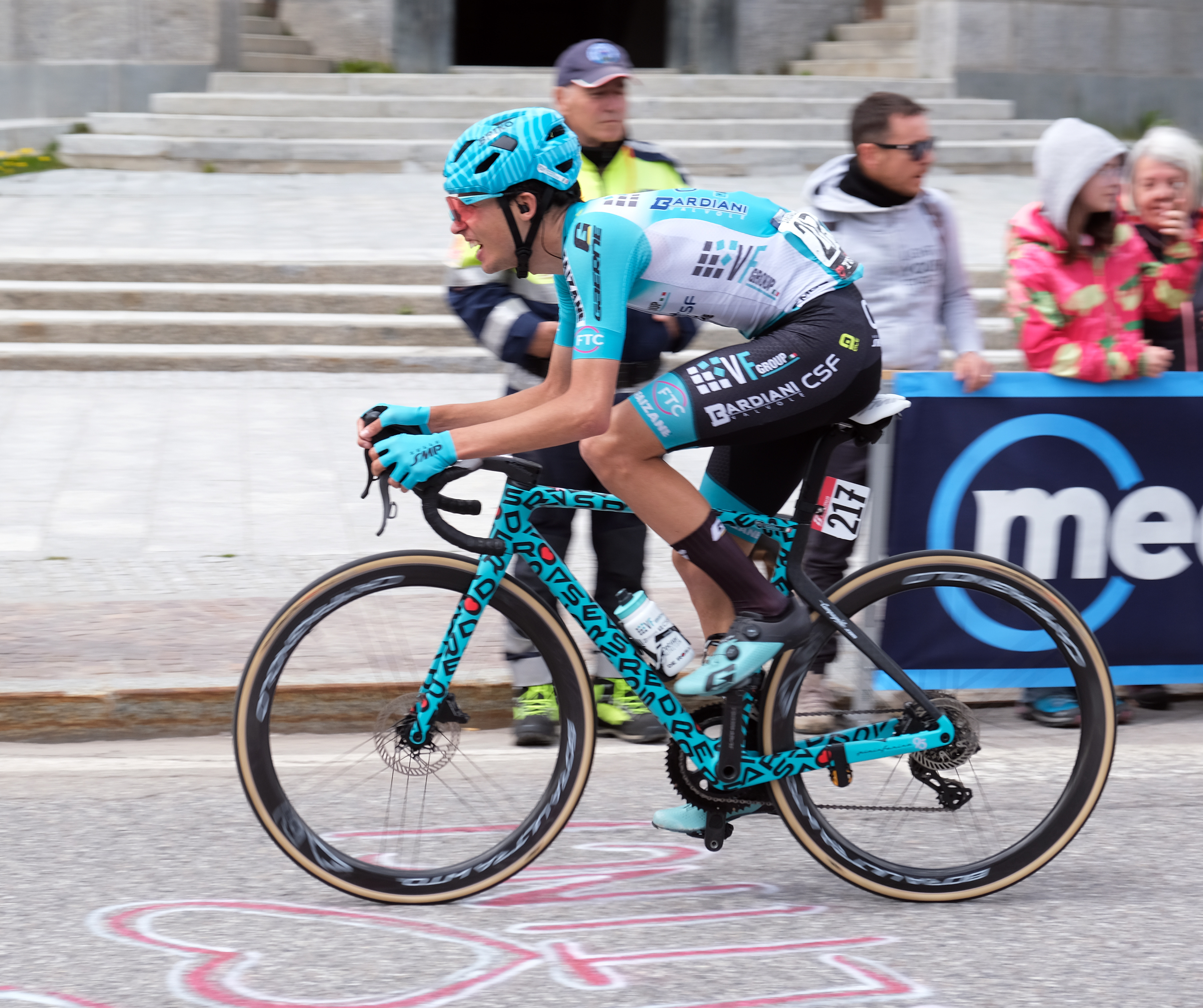
Giro d'Italia 2025

- 2023 (Green Project-BardianiCSF-Faizanè)

Classifica scalatori della Vuelta a San Juan
- 2024 (VF Group-Bardiani CSF-Faizanè)

Classifica scalatori Settimana Internazionale di Coppi e Bartali
- 2025 (VF Group-Bardiani CSF-Faizanè)

Classifica scalatori Tirreno-Adriatico
Classifica Red Bull Km Giro d'Italia
Premio Fuga Giro d'Italia

## Piazzamenti

### Grandi Giri
- Giro d'Italia

2024: 102º
2025: 91º

### Classiche monumento
- Milano-Sanremo

2023: 155º
2025: 101º